# Медео
«Меде́о», или «Медеу» (каз. Медеу — поддержка; опора) — высокогорный спортивный комплекс, расположенный в высокогорном урочище Медеу на высоте 1691 метр над уровнем моря, в казахстанском городе Алма-Аты.
Медео — крупнейший в мире высокогорный комплекс для зимних видов спорта с самой большой площадью искусственного ледового поля — 10,5 тыс. м². Высокогорье и чистейшая горная вода для заливки льда способствуют достижению высоких результатов в конькобежном спорте. «Медео» остается лидером среди стадионов по количеству установленных здесь мировых рекордов на всех дистанциях среди мужчин и женщин (320 рекордов в период c 1952 по 1988 годы). Алматинский каток носил звание «фабрики рекордов». Является государственным памятником градостроительства и архитектуры Республиканского значения.

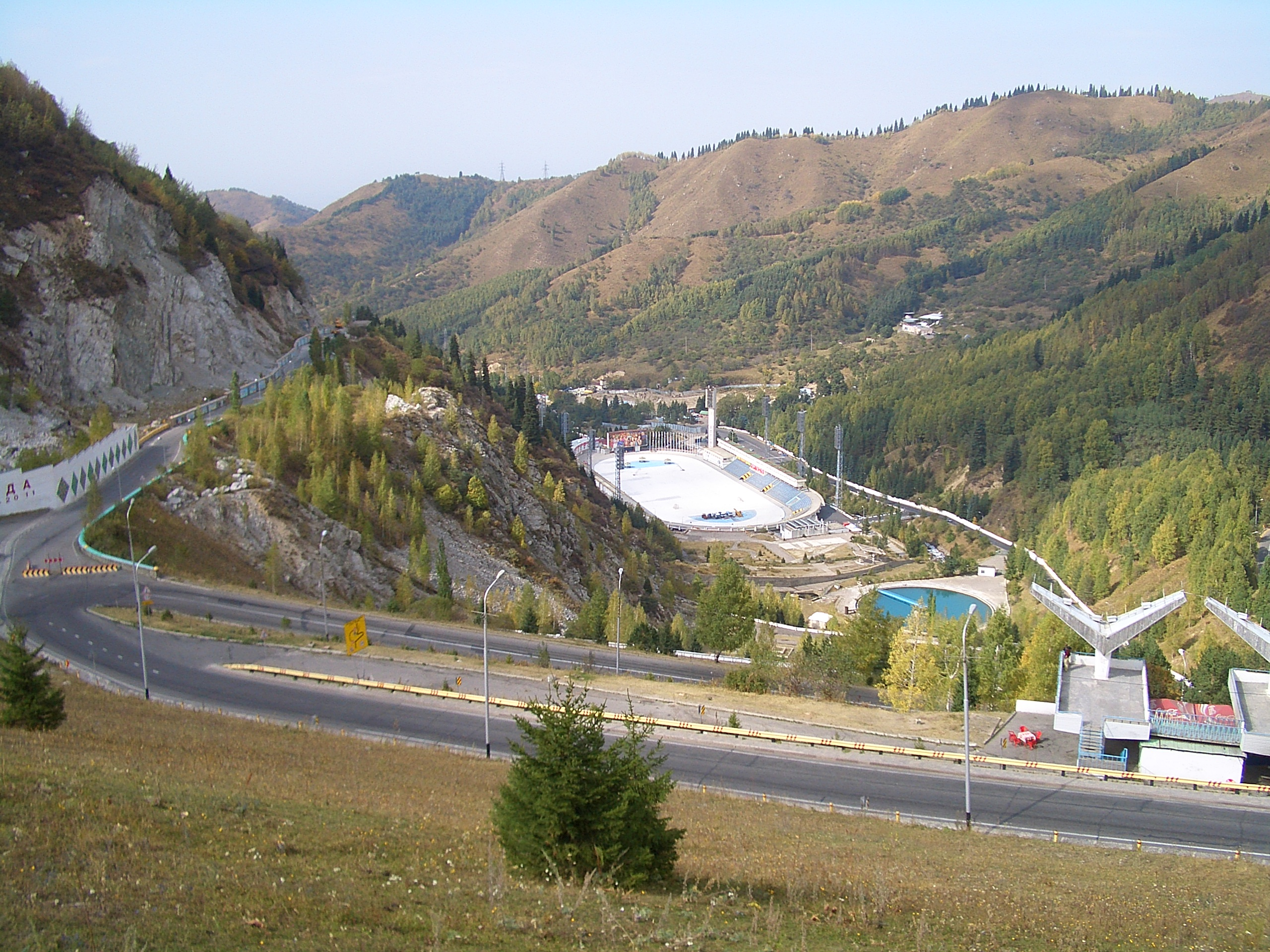
Вид на стадион «Медео» с плотины и дороги на Шымбулак, 2007 г.

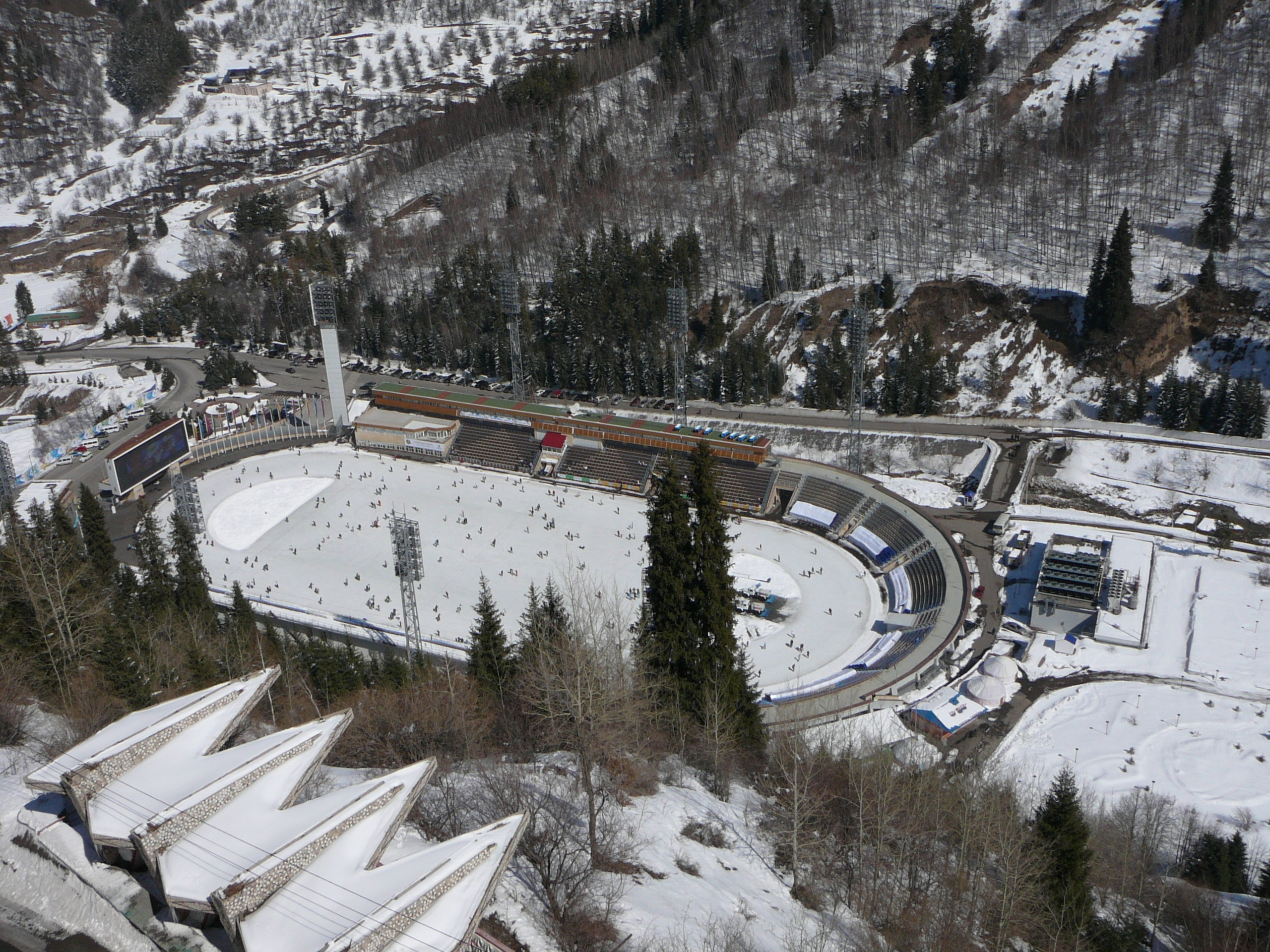
Вид на стадион «Медео» из кабины новой гондольной канатной дороги на Чимбулак, 2010 г.

Информационный стенд по пути на каток «Медео» на улице Керей-Жанибек хандар (бывшая улица Горная) в городе Алма-Ате

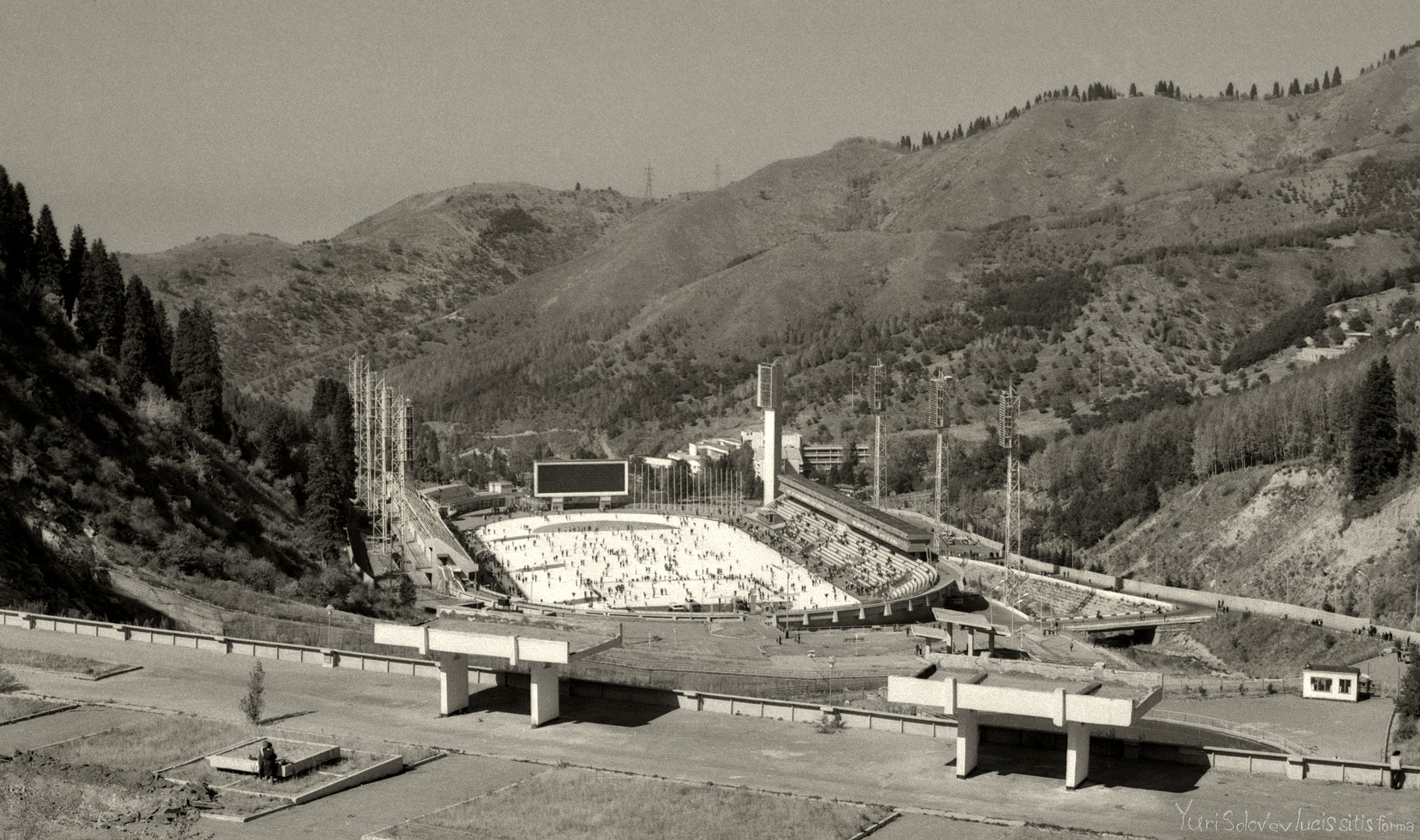

## География
Высокогорный спортивный комплекс занимает территорию в урочище Медеу на северном склоне хребта Заилийский Алатау, в живописной долине реки Малая Алматинка, которая относится к бассейну реки Или озера Балхаш. По склонам гор вокруг катка преобладает хвойная растительность с примесью широколиственных пород и кустарников.

## История
Урочище «Медеу», а также одноимённый ледовый спортивный комплекс названы в честь Медеу Пусурманова — волостного третьего аула Малоалматинской волости Верненского уезда Семиреченской области. После смерти Пусурманова в его доме была организована Лесная школа. В 1920 году политруком и писателем Дмитрием Фурмановым было издано решение о создании кумысолечебницы в здании бывшей Лесной школы. Однако санаторий открылся только в 1930 году под названием «М. Д. О.» (Местный дом отдыха).
Строительство началось осенью 1949 года, а первые официальные Всесоюзные соревнования состоялись с 4 по 5 февраля 1951 года. В период с 1951 по 1970 год на месте будущего спорткомплекса функционировал каток с естественным льдом.
6 января 1970 года Президиум Совета Министров СССР принял Постановление о строительстве на «Медео» высокогорного открытого ледового стадиона с искусственными конькобежными дорожками и игровым полем. Стоимость проекта оценивалась в 8,4 миллиона рублей. В то время как из республиканского бюджета можно было выделить на строительство только 3 миллиона, пришлось утверждать проект на союзном уровне, месяцами проводя консультации в Москве. В результате, со скорейшим выделением средств помог лично руководитель республики, Динмухамед Кунаев, позвонивший Л. И. Брежневу. Строительство катка «Медео» было объявлено ударной комсомольской стройкой, в ней участвовало более 1300 человек. Автомобильную дорогу на Медео в условиях высокогорья строил личный состав 146-й отдельной дорожно-строительной бригады дорожных войск ВС СССР.
28 декабря 1972 года состоялось торжественное открытие нового катка. Стадион и трибуны были построены из бетона. Высокая сейсмичность этого региона внесла свои коррективы — конструкция сделана монолитной, с устойчивым фасадом. Площадь ледового поля составила 10,5 тысяч м². Многослойное поле состоит из материалов 20 наименований. Завершает его железобетонная плита, в которой было проложено 170 км труб с хладоносителем. Мощность холодильных установок составляла 6,5 млн ккал/час, и позволяла держать лёд 8 месяцев в году, а конькобежных дорожек — круглый год. Для освещения ледовой арены на 8 мачтах установлены 1600 прожекторов. Количество посадочных мест на трибунах после строительства составляло 12,5 тысяч мест. 16 августа 1973 года «Медео» посетил Л. И. Брежнев. К визиту генерального секретаря был залит лед, и организованы показательные выступления советских фигуристов, олимпийских чемпионов И.Родниной и А.Зайцева.
5 ноября 1975 года Авторская группа — архитекторы и инженеры была удостоена Государственной премии СССР в области науки и техники.

## Государственный памятник градостроительства и архитектуры
В 1982 году постановлением Совета Министров Казахской ССР от 26 января 1982 года № 38, спортивный комплекс вошёл как памятник архитектуры в Государственный список памятников истории и культуры Казахской ССР республиканского значения. С 2008 года входит как памятник градостроительства и архитектуры в Государственный список памятников истории и культуры республиканского значения Республики Казахстан.

## Соревнования и знаменательные события на ВСК «Медео»
- 1974 год — пятый чемпионат Европы по конькобежному спорту среди женщин.
- 1977 год — чемпионат СССР по хоккею с мячом — победитель «Динамо» (Алма-Ата).
- 1977 год — Кубок европейских чемпионов по хоккею с мячом — победитель «Динамо» (Алма-Ата).
- 1982 год — праздник песни, танца и спорта, посвящённый 250-летию присоединения Казахстана к России.
- 1984 год — девятый чемпионат Европы по конькобежному спорту среди женщин.
- 1988 год — 81-й чемпионат мира по конькобежному спорту в классическом многоборье (мужчины).
- 1989 год — финал личного чемпионата мира по мотогонкам на льду.
- 1990 год — финал командного чемпионата мира по мотогонкам на льду.
- С 1990 по 2004 год летом на «Медео» постоянно проводился эстрадный конкурс «Азия Дауысы».
- 2011 — прошли состязания по хоккею с мячом по программе VII зимних Азиатских игр.
- С 29 января по 5 февраля 2012 года прошли игры 32-го чемпионата мира по хоккею с мячом.
- 2014 год (18 — 21 декабря) — чемпионат мира по конькобежному спорту среди студентов.
- 2017 год — Зимняя Универсиада 2017.
- 2020 год — матч «Легенды хоккея СССР» против «Ветеранов хоккея Казахстана»[13].
- 2020 год — финал чемпионата мира по ледовому спидвею[14].
- 2021 год — Кубок Казахстана по конькобежному спорту[15].

## Собственники объекта
В советское время высокогорный каток «Медео» находился в государственной республиканской собственности. После распада СССР каток находился в республиканской собственности под управлением Агентства Республики Казахстан по туризму и спорту.
В 2001 году Постановлением Правительства Республики Казахстан от 31 марта 2001 года № 426 Республиканское государственное казённое предприятие «Высокогорный спортивный комплекс „Медеу“» передан в коммунальную государственную собственность города Алма-Аты.
В 2007 году «КГП на ПВХ ВСК Медеу» из коммунальной собственности вновь передан в республиканскую собственность под управление Комитета по спорту Министерства туризма и спорта РК.
В 2009 году снова передан из республиканской в коммунальную собственность города Алма-Аты. Юридически преобразован из Республиканского государственного предприятия (РГП) ВСК Медеу Комитета по спорту Министерства туризма и спорта в государственное коммунальное предприятие (ГКП на ПХВ) ВСК «Медеу» на праве хозяйственного ведения акимата города Алма-Аты. 26 апреля 2012 года юридически преобразован и переоформлен из ГКП на ПХВ ВСК Медеу акимата города Алма-Аты в ГКП на ПХВ ВСК Медеу управления физической культуры и спорта г. Алма-Аты. 24 июня 2013 года преобразован и переоформлен из ГКП на ПХВ в Коммунальное государственное казённое предприятие (КГКП) ВСК Медеу управления физической культуры и спорта г. Алма-Аты.
Однако в сентябре 2013 года акимом города Есимовым каток был передан из государственного управления в доверительное частное управление частной структуре ТОО «Chimbulak Development», а в 2014 году договор на доверительное управление катком частной компанией продлён сроком на 5 лет. После передачи вся прибыль от катка стала поступать не в бюджет города, а исключительно частной компании.
9 июля 2014 года вышло постановление акимата г. Алма-Аты за № 3/554 «О ликвидации коммунального государственного казённого предприятия ВСК Медеу», после чего был начат ликвидационный процесс, который завершился 31 декабря 2015 года.
В 2019 году акиматом города Алма-Аты вместо восстановления государственного учреждения «КГУ ВСК Медеу», высокогорный каток «Медеу» передан государственной управляющей компании ТОО «Дирекция спортивных сооружений г. Алматы». В структуру данной компании также вошли сооружения: комплекс лыжных трамплинов «Сункар», «Центральный стадион».

## Реконструкция объекта
С сентября 2001 года по декабрь 2002 года проведена капитальная реконструкция ледового поля катка. В ходе реконструкции были демонтированы прежние 170 километров бесшовного металлического трубопровода, уложенного в основание поля для его охлаждения, а также система охлаждения поля на основе рассола (раствор воды и соли), установленная в специальном машинном зале, расположенном ниже катка в отдельном капитальном железобетонном здании.
В результате реконструкции на ледовое поле вместо необходимых 170 километров трубопроводов было уложено всего 140 километров пластиковых трубопроводов. В ходе укладки на поле новых труб госстройнадзором был выявлен их брак. Вместо прежней системы охлаждения была установлена новая система охлаждения финской компании BG International на основе фреона, для размещения которой установили некапитальное строение выше катка, исказив первоначальный ландшафтный вид и обзор на плотину и горы.
Полная стоимость реконструкции Медео составила 5 млн долларов. По поручению президента РК Нурсултана Назарбаева 3 млн долларов были выделены из республиканского бюджета. Ещё 2 млн долларов выделил муниципальный бюджет.
С 2008 по декабрь 2009 года в преддверии зимней Азиады-2011 проводилась очередная капитальная реконструкция (вторая по счету). Стоимость этой реконструкции катка «Медео» обошлась в 19,4 млрд тенге.
На стадионе в ходе реконструкции заменена большая часть инженерно-технических систем. Заменена холодильная станция для охлаждения льда и 140 км пластикового трубопровода на ледовом поле. Претерпела изменения система визуализации (электронное табло и фотофиниш), освещения и озвучивания. Установлено новое мультимедийное табло площадью 200 м² от компании «Billboard Video» (США), позволяющее отражать результаты спортивных игр, транслировать телепрограммы, тематические и рекламные ролики. Реконструированы медико-восстановительный и пресс-центры, площадь в гостиничном комплексе увеличена на 400 мест. Построен фитнес-центр на 3400 м². В ходе реконструкции количество посадочных мест на зрительных трибунах было сокращено до 8100 человек, тогда как изначально количество посадочных мест на катке составляло 12,5 тысяч мест.

## Незаконная перепланировка
В 2020 году ТОО «Дирекцией спортивных сооружений г. Алматы» было совершено незаконное изменение функционального назначения конструктивной части ледового стадиона, на трибунах демонтированы три первых ряда зрительских скамей под устройство условно платной площадки со столиками. Нарушен Закон «Об охpане и использовании объектов истоpико-культуpного наследия».

## Галерея

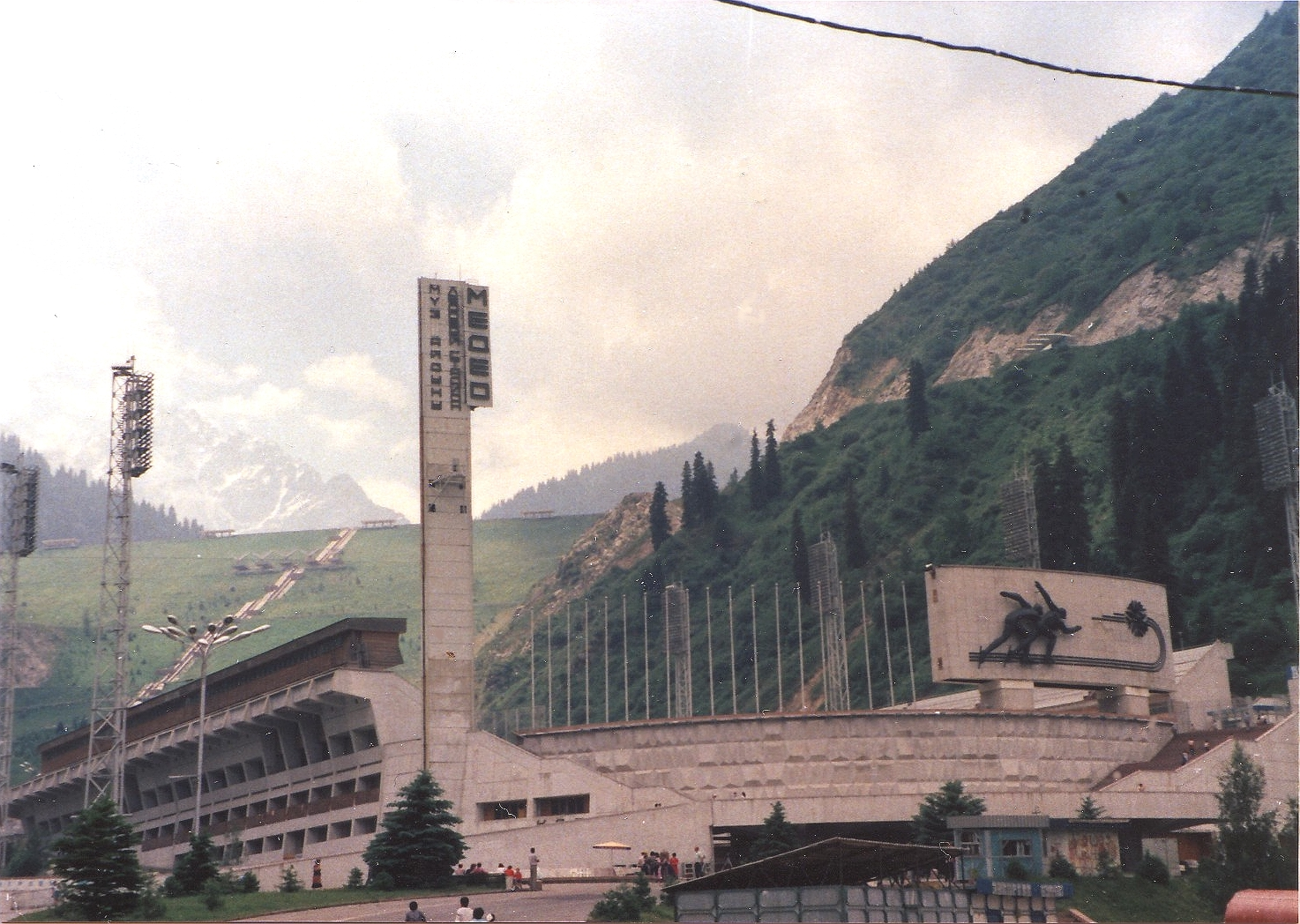
Стадион «Медео», 1972 г.
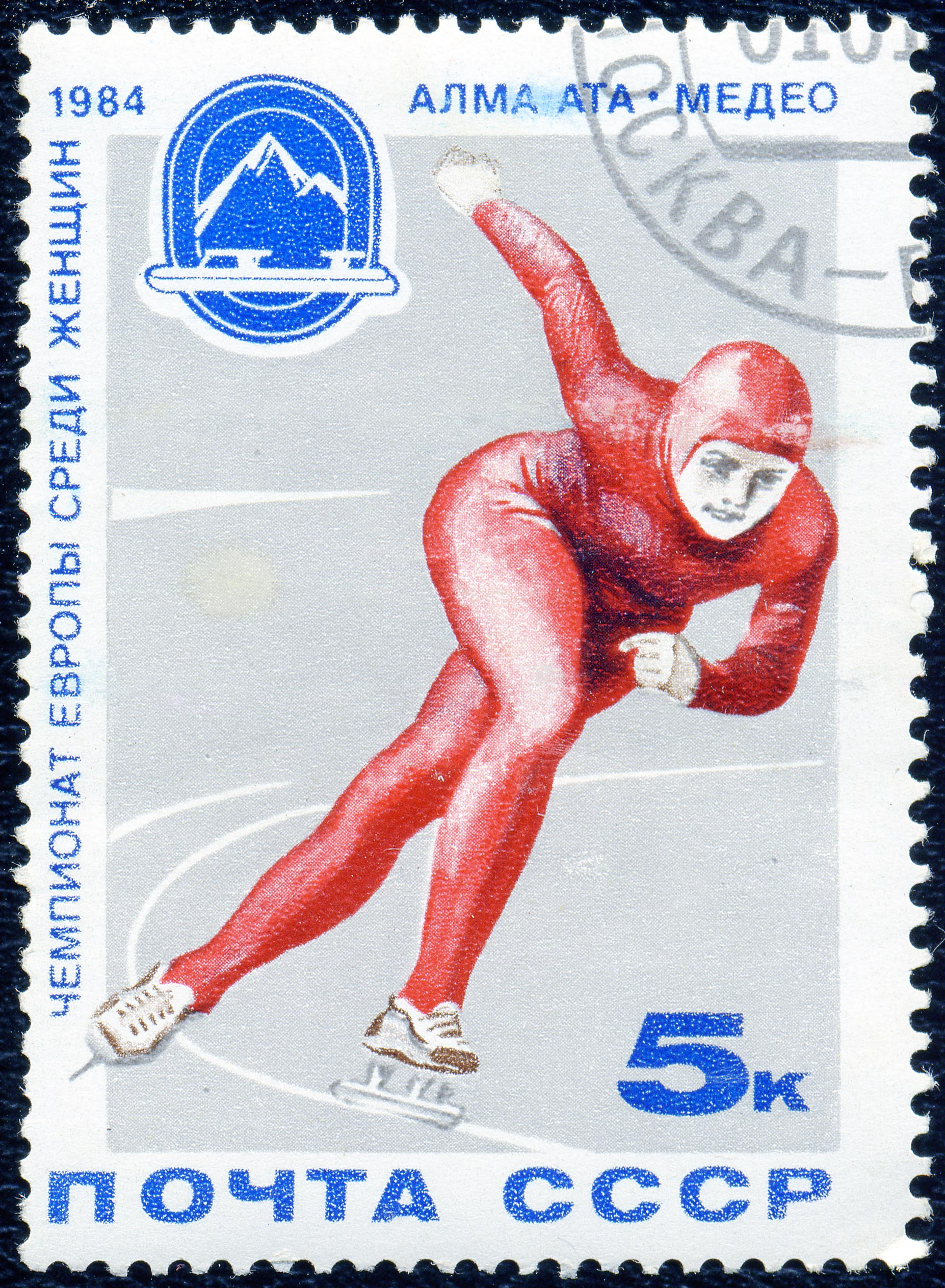
Чемпионат Европы среди женщин. Алма-Ата. Медео. Почта СССР, 1984 г.
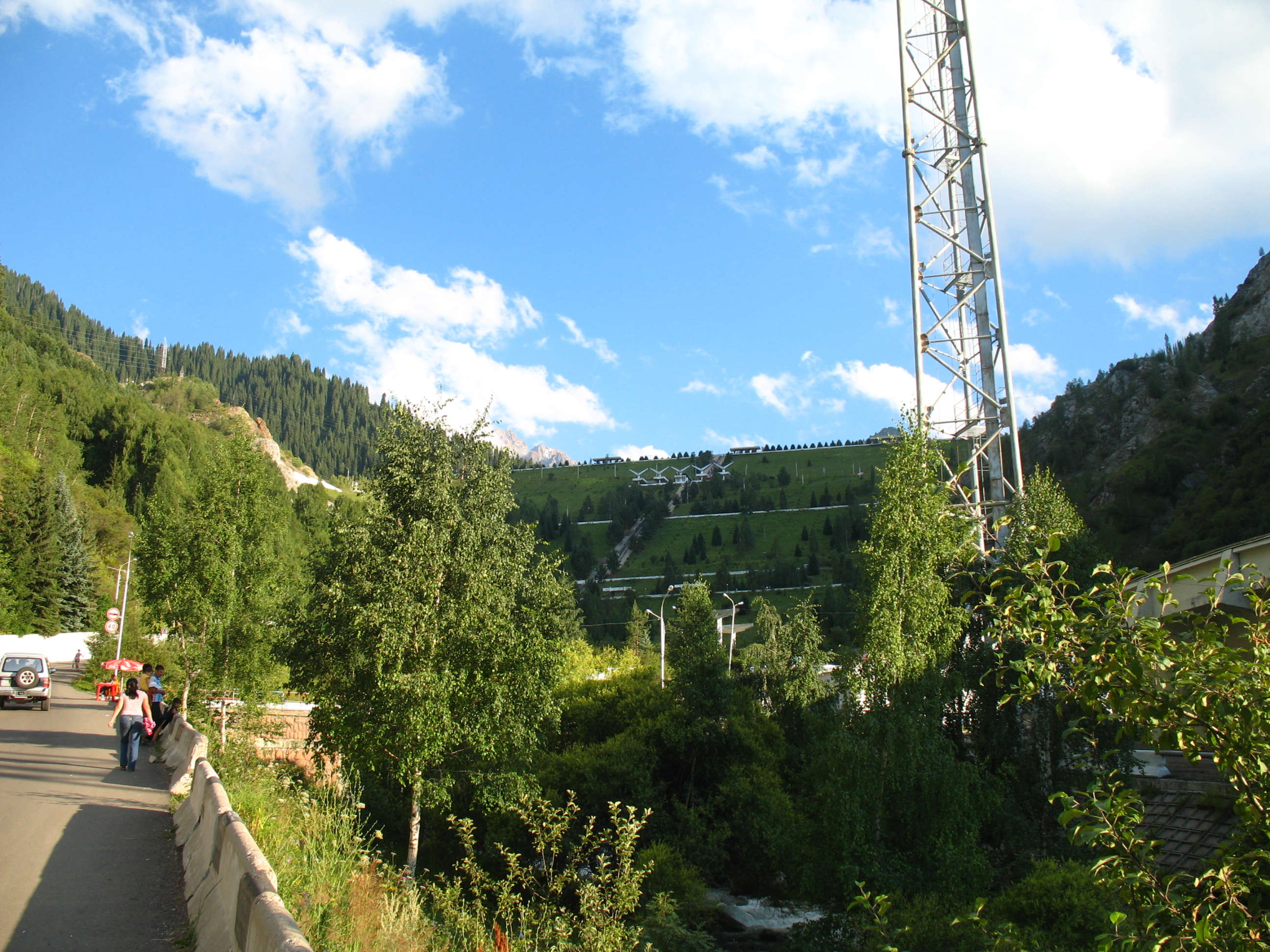
Плотина на Медеу
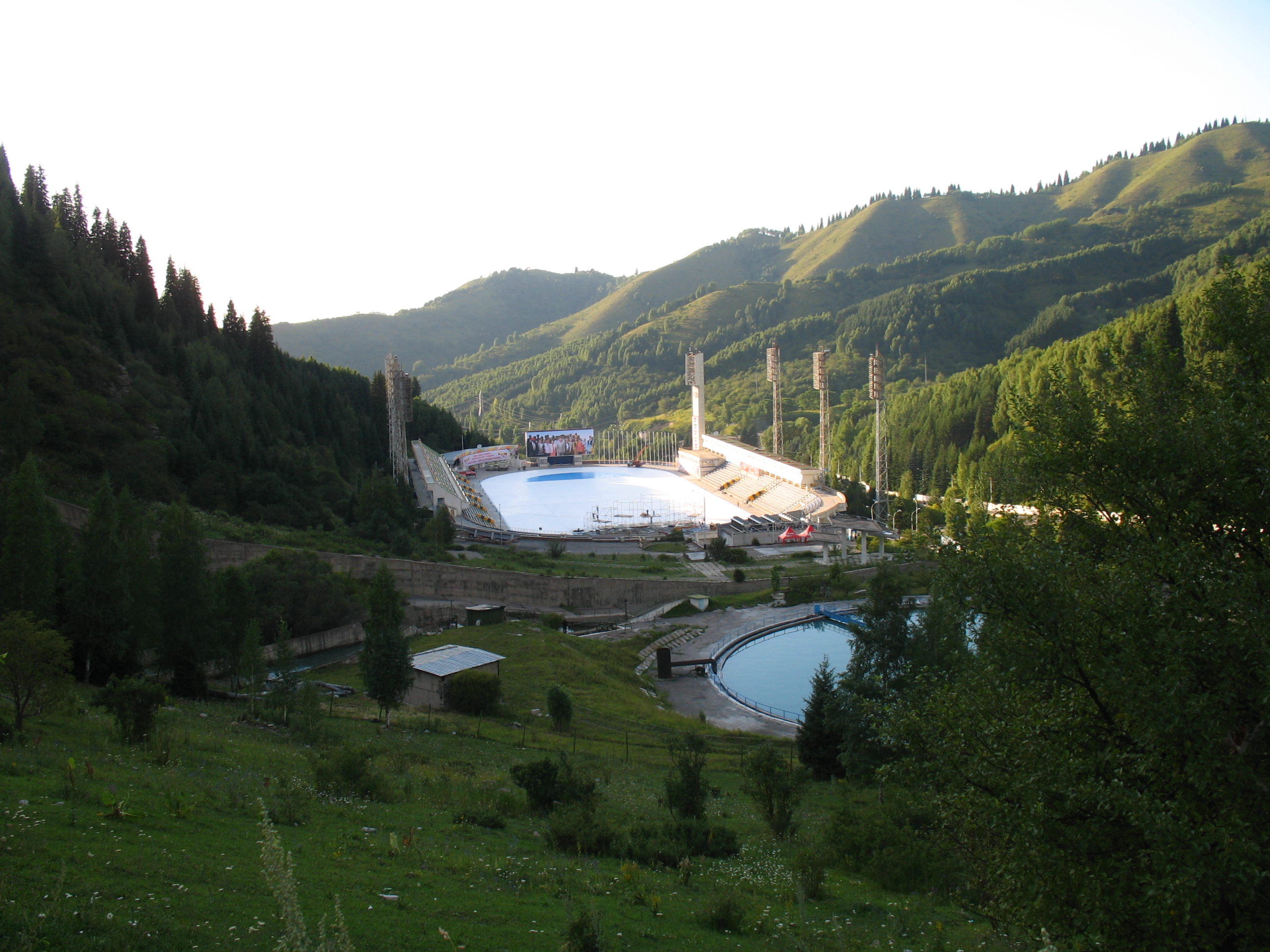
Вид на каток с плотины
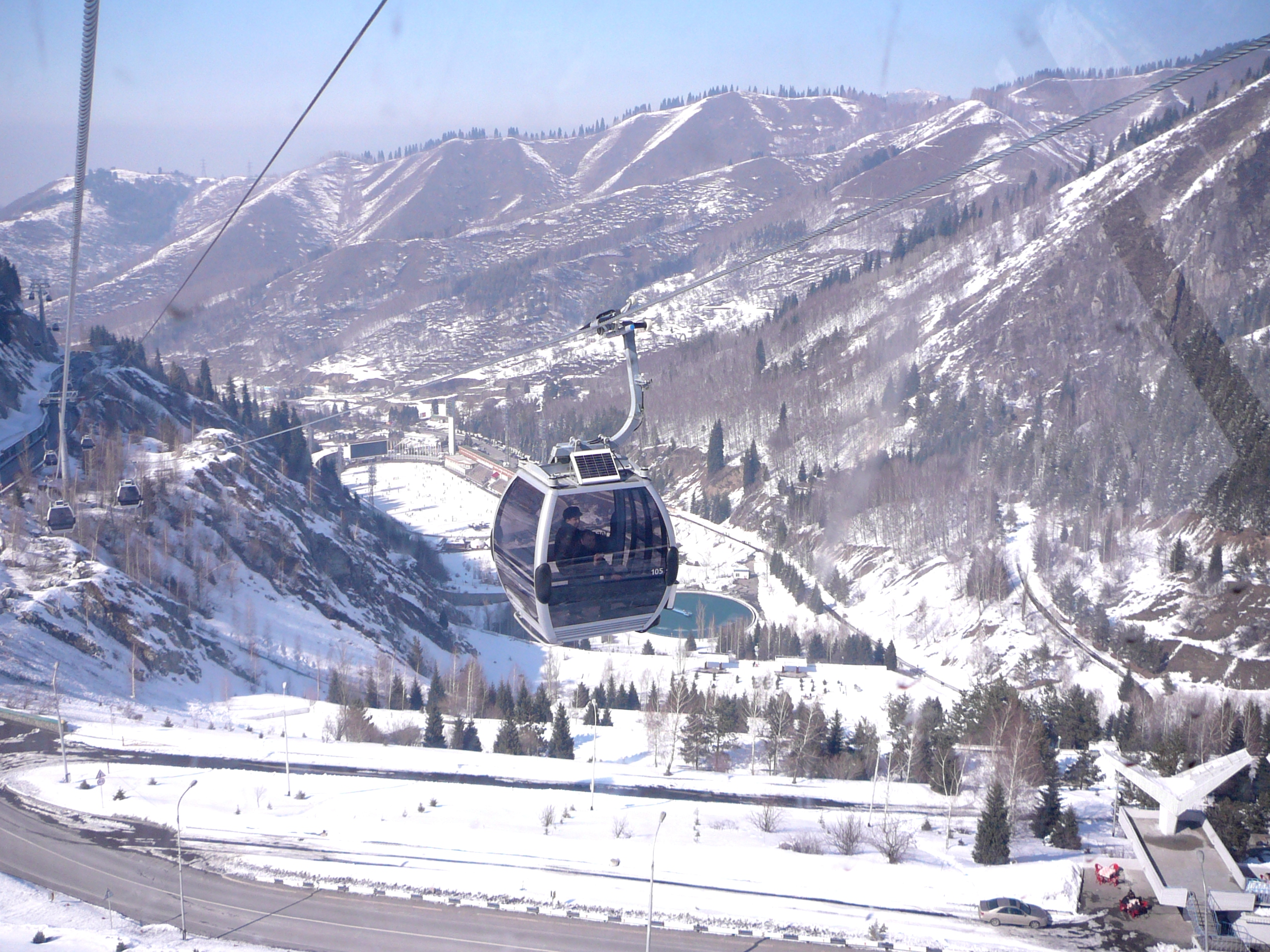
Новая гондольная линия Медеу-Шымбулак. 8-местная кабина
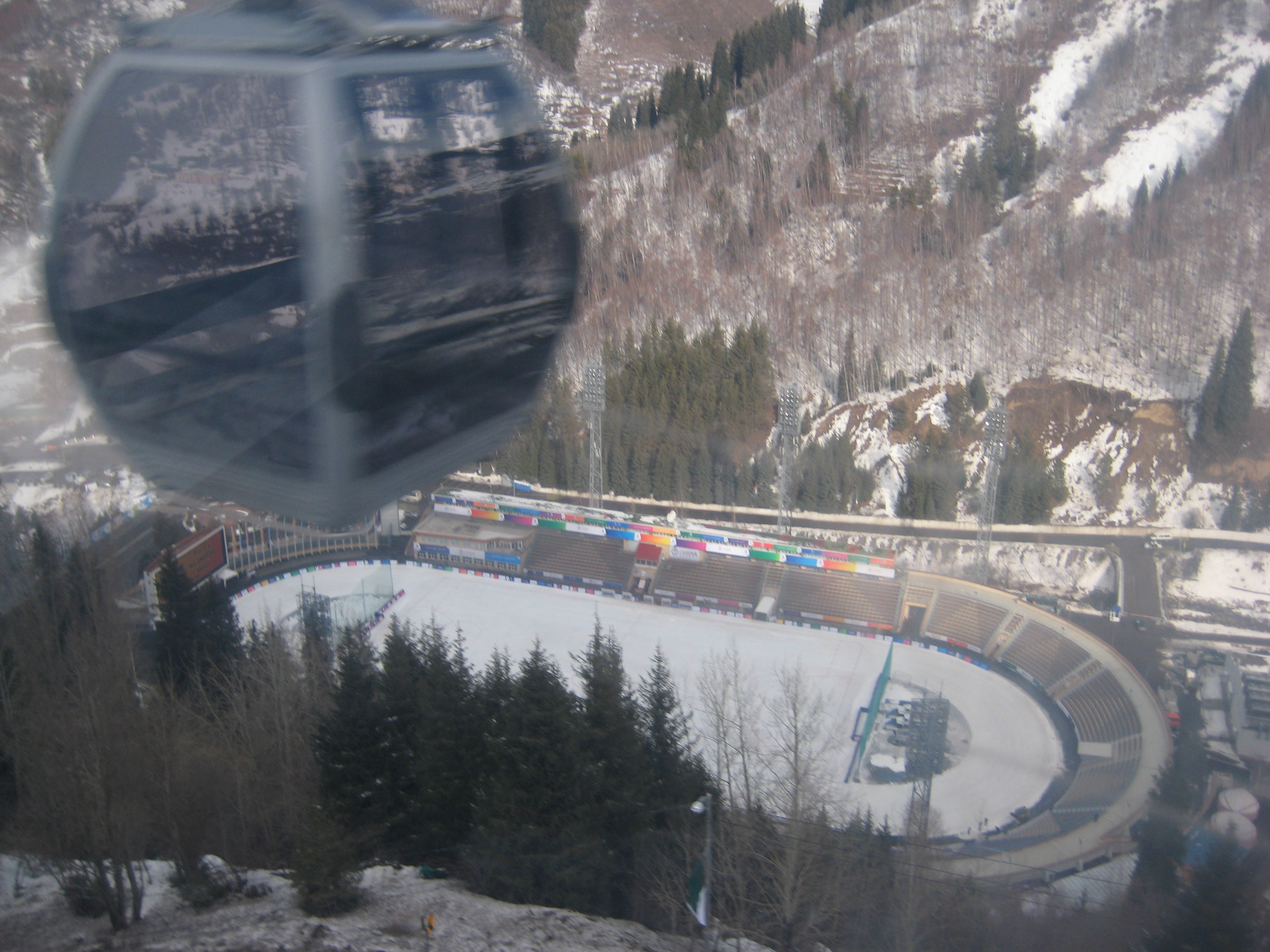
Вид на стадион Медеу с новой гондольной канатной дороги на Чимбулак, февраль 2011 г.
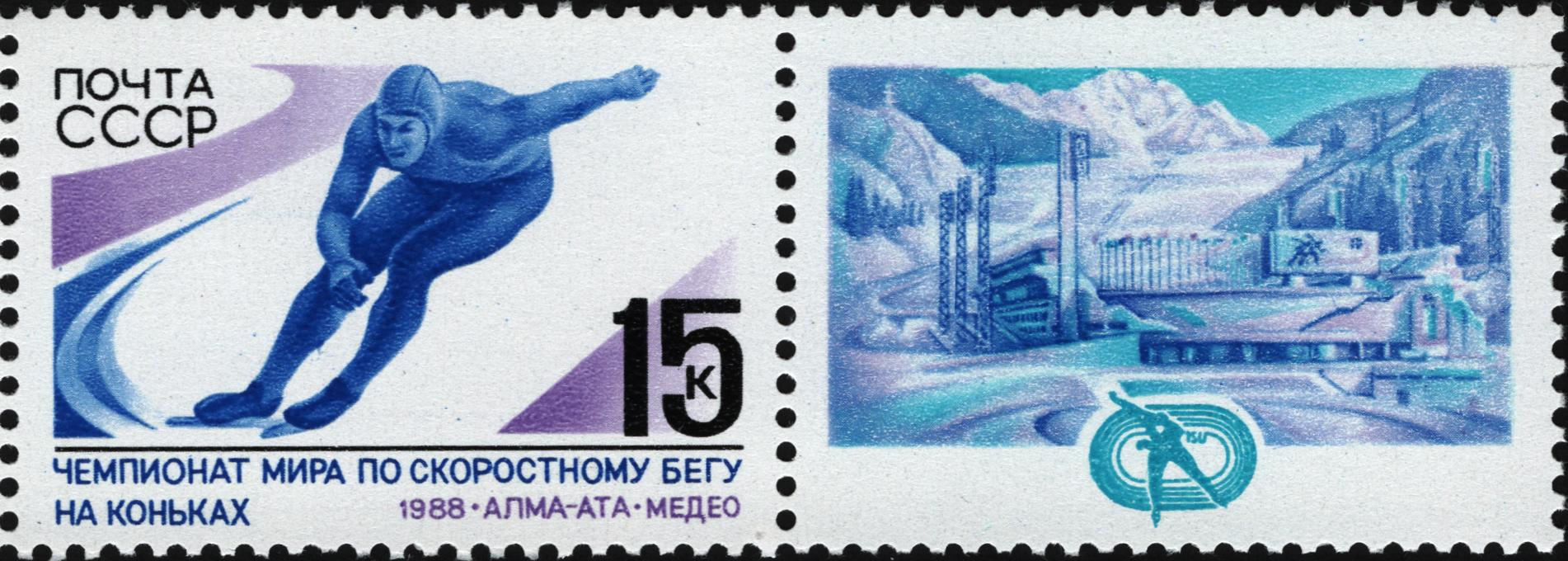
Чемпионат мира по скоростному бегу на коньках. Алма-Ата. Медео. Почта СССР, 1988 г.
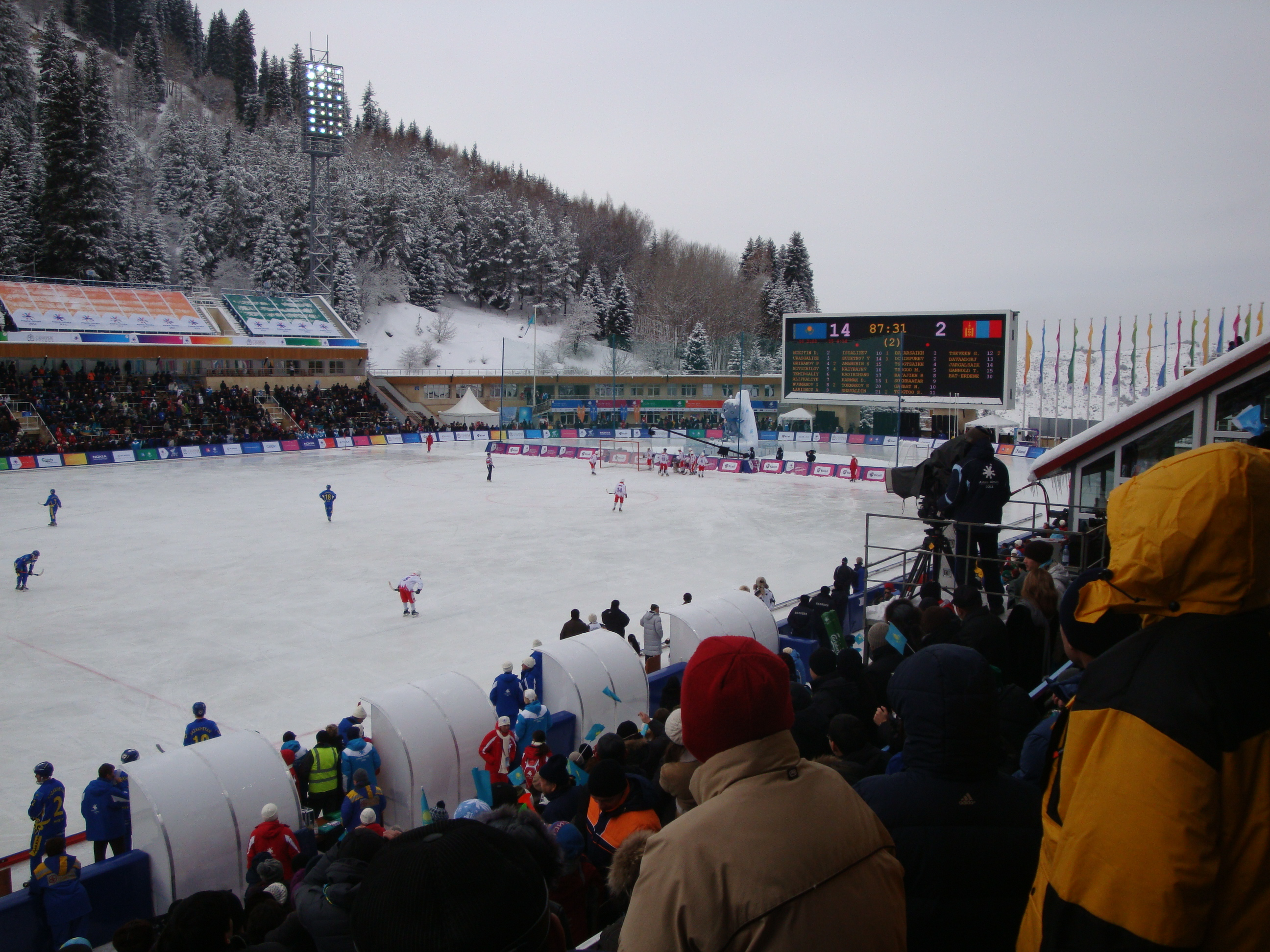
Зимние Азиатские игры 2011
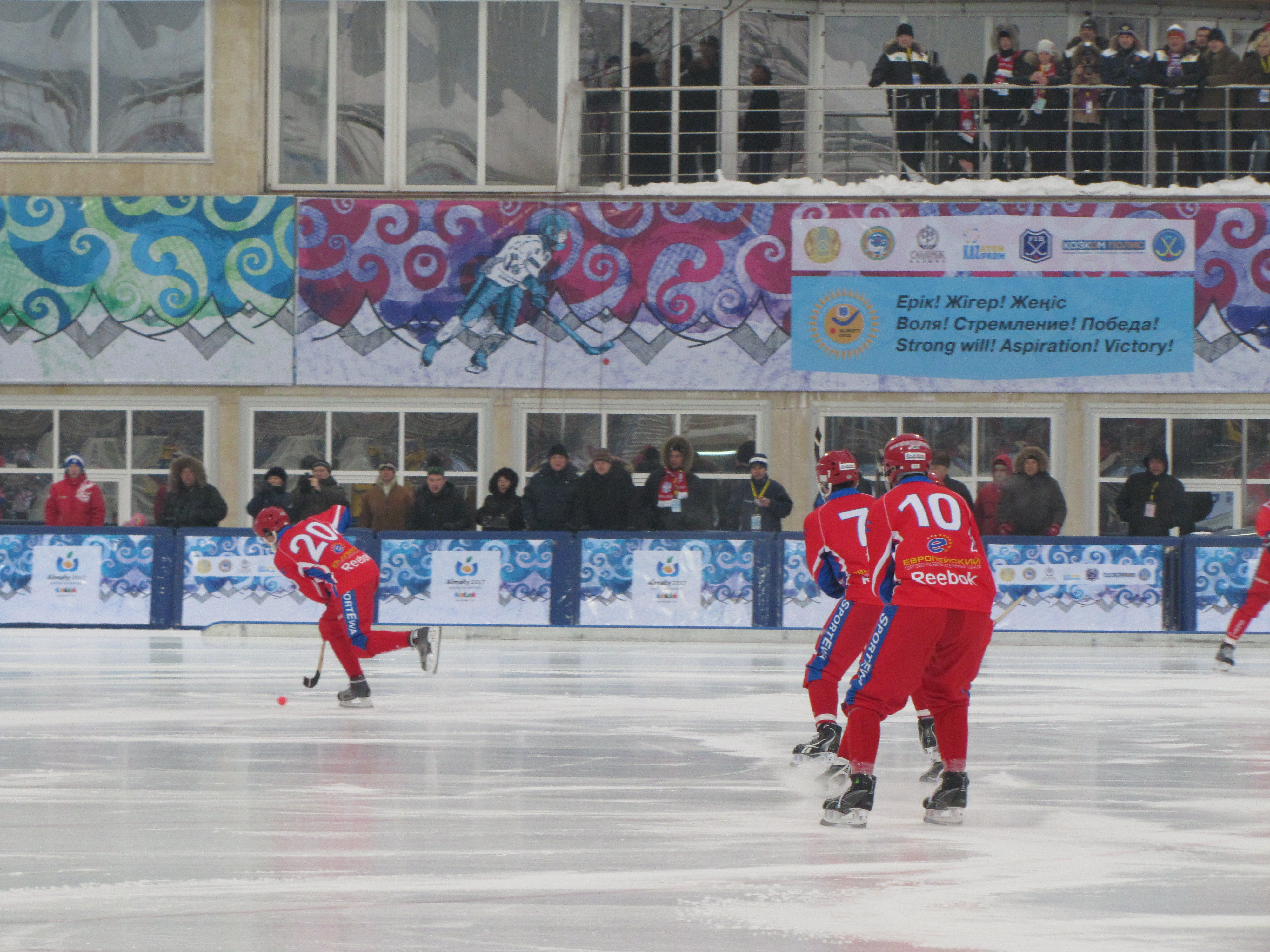
Чемпионат мира по хоккею с мячом 2012
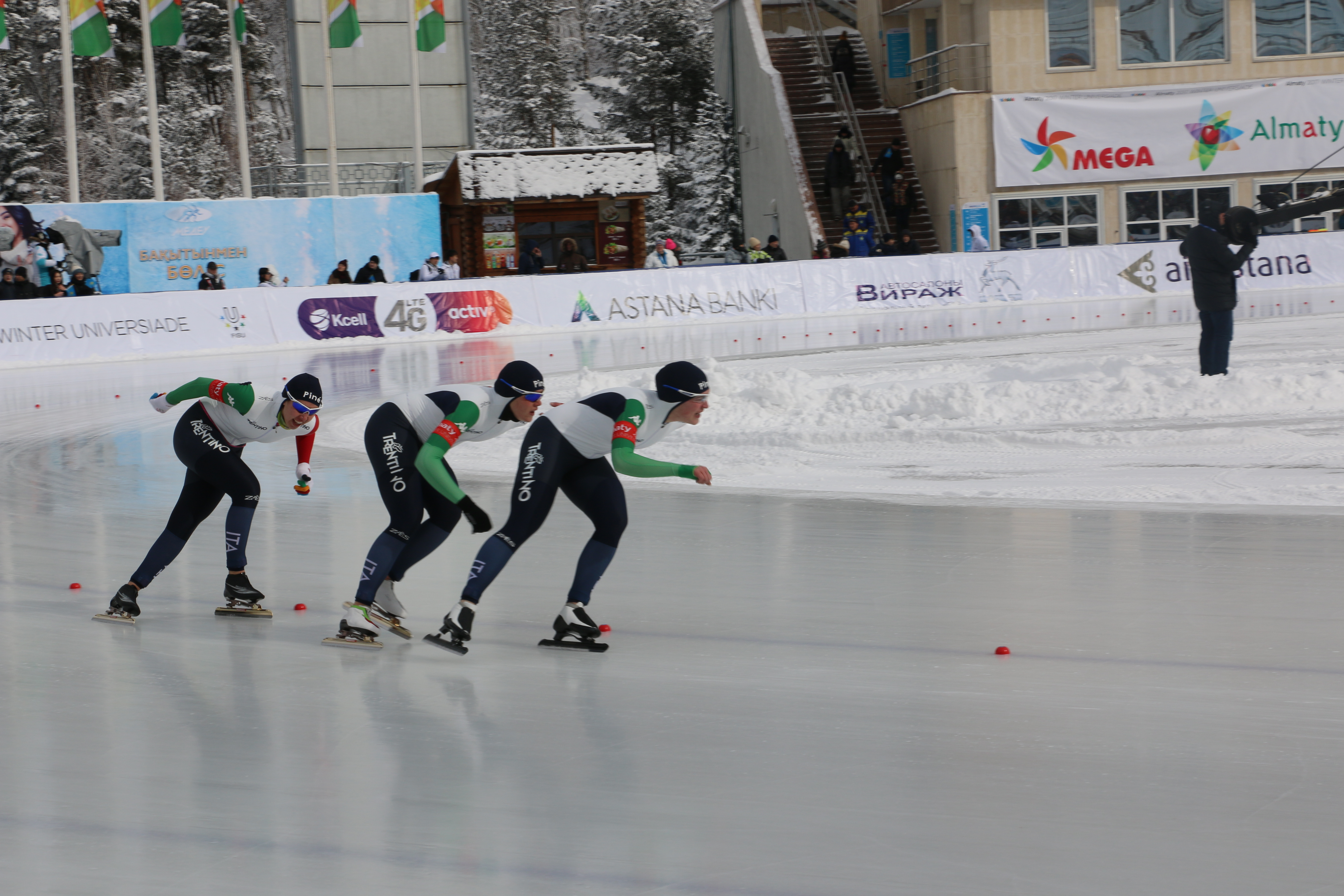
Зимняя Универсиада 2017